# Retrato de Benito Pérez Galdós (1894)
Retrato de Benito Pérez Galdós es un retrato al óleo, pintado en 1894 por el pintor postimpresionista español Joaquín Sorolla. Representa al escritor español Benito Pérez Galdós a sus 51 años de edad.

## Ficha histórica
La primera exposición pública del retrato de Galdós que ha quedado documentada ocurrió en el verano de 1906 en la "Galerie Georges Petit" de París. Medio siglo después, en 1963, estuvo en el Casón del Buen Retiro  de Madrid. En 1973 fue adquirido a los nietos del novelista por el Cabildo de Gran Canaria; y cinco años después se hizo muy popular cuando la Fábrica de Moneda de España lo eligió para ilustrar los billetes de mil pesetas de la serie emitida entre 1979 y 1985.
En 1985, viajó a Lieja, dentro de muestra titulada "Sorolla-Solana". También se exhibió en 1998 en Bilbao y Madrid. Ya en el siglo XXI, en el año 2000 participó en la muestra denominada "Mariano Benlliure y Joaquín Sorolla", en el Museo del siglo XIX de Valencia, y un año después la Sala BBVA de Madrid lo incluyó en la muestra “Sagasta y el liberalismo español”. En 2014 estuvo presente el Museo del Prado dentro de la gran muestra monográfica dedicada a Sorolla.

## Análisis del cuadro

El Galdós de Sorolla en los famosos "billetes verdes" de mil pesetas de la Transición Española.

De formato horizontal y con puesta en escena y pose poco ortodoxas, tímidamente innovadoras, habituales en la galería de retratos de Sorolla, el de Galdós fue uno de los primeros homenajes pictóricos al grupo de regeneracionistas españoles, "la aristocrácia del espíritu" (según definición de Ramón Pérez de Ayala). El retrato —en especial cabeza y manos— está construido con cierto tono tenebrista, siguiendo los modelos españoles del siglo XVII (e incluso de la lectura que de Velázquez hizo Edouard Manet); aunque con menos evidencia que en los retratos de Cajal o el pintor Aureliano de Beruete.